# Fodor János (operaénekes)
Fodor János (Budapest, 1906. március 2. – Budapest, 1973. augusztus 1.) magyar operaénekes (basszbariton).

## Életpályája
Vasesztergályosnak tanult. Énekelni a harmincas évek elején kezdett alkalmi fellépésekkor a Városi Színházban. Első főszerepét beugróként énekelte (George Germont, Verdi: Traviata). Az Operaház 1938-ban szerződtette ösztöndíjasként, majd magánénekesként. Kezdetben a bariton szerepkört is énekelte, később évtizedekig az Operaház vezető basszbaritonja lett. Minden idők legjobb magyar Wagner-énekesei közé tartozott. Ösztönös, nagyszerű színészi képessége révén karakterénekesként is rendkívüli sikereket aratott. 
1973. augusztus 1-jén halt meg. Hamvait a budapesti Farkasréti temetőben helyezték örök nyugalomra.

## Főbb szerepei
- Bizet: Carmen – Escamillo

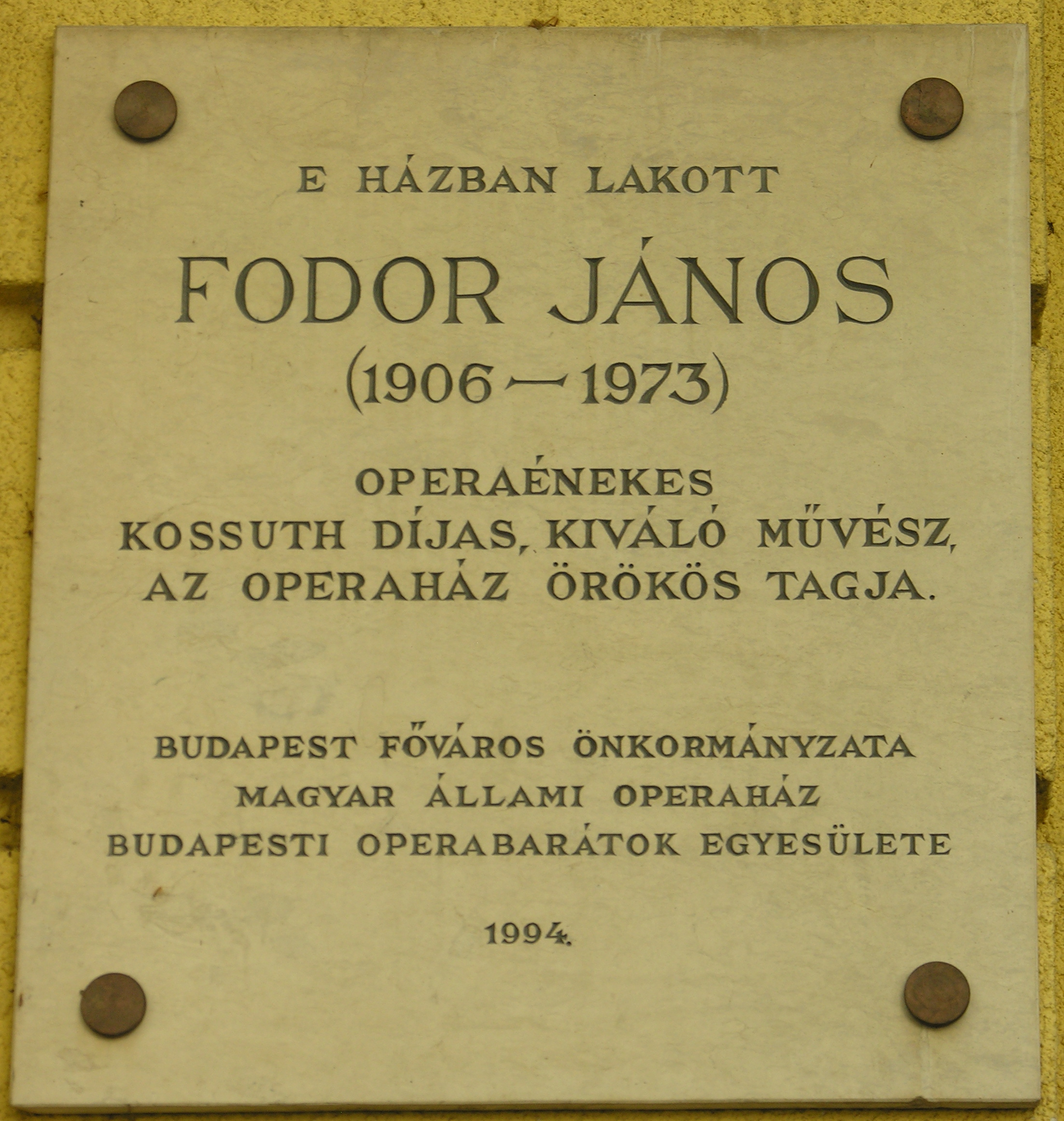
Fodor János emléktáblája egykori lakhelyén, a Liszt Ferenc tér 4. szám alatt

- Borogyin: Igor herceg – Galickij herceg
- Erkel: Bánk bán – Petur bán
- Gounod: Faust – Mefisztó
- Muszorgszkij: Borisz Godunov – Vaarlam
- Verdi: Aida – Amonasro
- Verdi: Don Carlos – főinkvizítor
- Wagner: A bolygó hollandi – Hollandi
- Wagner: A Rajna kincse –  Wotan
- Wagner: A walkür –  Wotan
- Wagner: Siegfried –  Wotan

## Díjai
- Érdemes művész – 1950
- Kossuth-díj – 1953
- Kiváló művész – 1964